# 2015-ös afrikai nemzetek kupája (D csoport)
A 2015-ös afrikai nemzetek kupája D csoportjának mérkőzéseit január 20-tól 28-ig játszották. A csoportban Elefántcsontpart, Mali, Kamerun és Guinea szerepelt. A csoportból Elefántcsontpart és Guinea jutott tovább.

## Tabella
| Csapat           | M | Gy | D | V | G+ | G– | Gk | P |
| ---------------- | - | -- | - | - | -- | -- | -- | - |
| Elefántcsontpart | 3 | 1  | 2 | 0 | 3  | 2  | +1 | 5 |
| Guinea           | 3 | 0  | 3 | 0 | 3  | 3  | 0  | 3 |
| Mali             | 3 | 0  | 3 | 0 | 3  | 3  | 0  | 3 |
| Kamerun          | 3 | 0  | 2 | 1 | 2  | 3  | –1 | 2 |

Guinea és Mali között az azonos eredmény miatt sorsolás döntött, amelyet január 29-én tartottak. Guinea továbbjutott, Mali kiesett.

## Mérkőzések
Az időpontok helyi idő szerint, zárójelben magyar idő szerint értendők.

### Elefántcsontpart – Guinea
| 2015. január 20. 17:00 (16:00) |

| Elefántcsontpart | 1–1               | Guinea         |
| ---------------- | ----------------- | -------------- |
| Doumbia 72'      | (0–1) Jegyzőkönyv | M. Yattara 36' |

| Nuevo Estadio de Malabo, Malabo Nézőszám: 14 875 Játékvezető: Mehdi Abid-Charef (algériai) |

| Elefántcsontpart | Guinea |

| GK                   | 16 | Sylvain Gbohouo      |     |     |
| RB                   | 17 | Serge Aurier         | 40' |     |
| CB                   | 21 | Eric Bertrand Bailly |     |     |
| CB                   | 4  | Kolo Touré           |     |     |
| LB                   | 22 | Wilfried Kanon       |     |     |
| CM                   | 19 | Yaya Touré (csk)     |     | 86' |
| CM                   | 9  | Cheick Tioté         | 62' |     |
| RW                   | 10 | Gervinho             | 58′ |     |
| AM                   | 8  | Salomon Kalou        |     | 65' |
| LW                   | 20 | Serey Die            | 54' | 65' |
| CF                   | 12 | Wilfried Bony        |     |     |
| Cserék:              |    |                      |     |     |
| DF                   | 5  | Siaka Tiéné          |     | 65' |
| FW                   | 7  | Seydou Doumbia       |     | 65' |
| MF                   | 6  | Cheick Doukouré      |     | 86' |
| Szövetségi kapitány: |    |                      |     |     |
| Hervé Renard         |    |                      |     |     |

| GK                   | 1  | Naby Yattara          |  |     |
| RB                   | 20 | Baissama Sankoh       |  |     |
| CB                   | 17 | Boubacar Fofana       |  |     |
| CB                   | 10 | Kévin Constant        |  |     |
| LB                   | 5  | Fodé Camara           |  |     |
| CM                   | 4  | Florentin Pogba       |  |     |
| CM                   | 3  | Issiaga Sylla         |  |     |
| RW                   | 15 | Naby Keïta            |  |     |
| AM                   | 8  | Ibrahima Traoré (csk) |  |     |
| LW                   | 12 | Ibrahima Conté        |  |     |
| CF                   | 2  | Mohamed Yattara       |  | 71' |
| Cserék:              |    |                       |  |     |
| FW                   | 7  | Abdoul Camara         |  | 71' |
| Szövetségi kapitány: |    |                       |  |     |
| Michel Dussuyer      |    |                       |  |     |

| A mérkőzés játékosa: Ibrahima Traoré (Guinea) Asszisztensek: Abdelhak Etchiali (algériai) Yahaya Mahamadou (nigeri) Negyedik játékvezető: Joaquin Esono Eyang (egyenlítői-guineai) |

### Mali – Kamerun
| 2015. január 20. 20:00 (19:00) |

| Mali            | 1–1               | Kamerun    |
| --------------- | ----------------- | ---------- |
| S. Yatabaré 71' | (0–0) Jegyzőkönyv | Oyongo 84' |

| Nuevo Estadio de Malabo, Malabo Játékvezető: Janny Sikazwe (zambiai) |

| Mali | Kamerun |

| GK                   | 16 | Soumbeïla Diakité  |     |       |
| RB                   | 15 | Drissa Diakité     |     |       |
| CB                   | 23 | Molla Wagué        |     |       |
| CB                   | 4  | Salif Coulibaly    |     |       |
| LB                   | 3  | Adama Tamboura     |     |       |
| DM                   | 8  | Yacouba Sylla      |     |       |
| CM                   | 17 | Mamoutou N'Diaye   | 24' | 80'   |
| CM                   | 12 | Seydou Keita (csk) |     |       |
| RW                   | 14 | Sambou Yatabaré    |     | 90+4' |
| LW                   | 10 | Bakary Sako        |     |       |
| CF                   | 7  | Mustapha Yatabaré  |     | 86'   |
| Cserék:              |    |                    |     |       |
| MF                   | 6  | Tongo Doumbia      |     | 80'   |
| FW                   | 20 | Modibo Maïga       |     | 86'   |
| MF                   | 21 | Abdou Traoré       |     | 90+4' |
| Szövetségi kapitány: |    |                    |     |       |
| Henryk Kasperczak    |    |                    |     |       |

| GK                   | 16 | Fabrice Ondoa                  |  |         |
| RB                   | 6  | Ambroise Oyongo                |  |         |
| CB                   | 21 | Aurélien Chedjou               |  |         |
| CB                   | 3  | Nicolas N'Koulou               |  |         |
| LB                   | 12 | Henri Bedimo                   |  |         |
| CM                   | 18 | Eyong Enoh                     |  | 17'     |
| CM                   | 4  | Raoul Loé                      |  |         |
| RW                   | 8  | Benjamin Moukandjo             |  |         |
| AM                   | 13 | Eric Maxim Choupo-Moting (csk) |  |         |
| LW                   | 11 | Edgar Salli                    |  |         |
| CF                   | 10 | Vincent Aboubakar              |  |         |
| Cserék:              |    |                                |  |         |
| MF                   | 20 | Franck Kom                     |  | 17' 78' |
| FW                   | 15 | Franck Etoundi                 |  | 78'     |
| Szövetségi kapitány: |    |                                |  |         |
| Volker Finke         |    |                                |  |         |

| A mérkőzés játékosa: Sambou Yatabaré (Mali) Asszisztensek: Jerson dos Santos (angolai) Oamogetse Godisamang (botswanai) Negyedik játékvezető: Joseph Odartei Lamptey (ghánai) |

### Elefántcsontpart – Mali
| 2015. január 24. 20:00 (19:00) |

| Elefántcsontpart | 1–1               | Mali    |
| ---------------- | ----------------- | ------- |
| Gradel 86'       | (0–1) Jegyzőkönyv | Sako 7' |

| Nuevo Estadio de Malabo, Malabo Nézőszám: 14 890 Játékvezető: Bouchaïb El Ahrach (marokkói) |

| Elefántcsontpart | Mali |

| GK                   | 16 | Sylvain Gbohouo      |     |     |
| RB                   | 17 | Serge Aurier         |     |     |
| CB                   | 22 | Wilfried Kanon       |     | 83' |
| CB                   | 4  | Kolo Touré           |     |     |
| LB                   | 5  | Siaka Tiéné          |     |     |
| CM                   | 14 | Ismaël Diomandé      |     | 39' |
| CM                   | 9  | Cheick Tioté         | 83' |     |
| RW                   | 19 | Yaya Touré (csk)     |     |     |
| LW                   | 21 | Eric Bertrand Bailly |     |     |
| CF                   | 12 | Wilfried Bony        |     | 84' |
| CF                   | 7  | Seydou Doumbia       |     |     |
| Cserék:              |    |                      |     |     |
| MF                   | 15 | Max Gradel           |     | 39' |
| FW                   | 8  | Salomon Kalou        |     | 83' |
| FW                   | 11 | Tallo Gadji          |     | 84' |
| Szövetségi kapitány: |    |                      |     |     |
| Hervé Renard         |    |                      |     |     |

| GK                   | 16 | Soumbeïla Diakité  |     | 72'   |
| RB                   | 15 | Drissa Diakité     |     |       |
| CB                   | 23 | Molla Wagué        |     |       |
| CB                   | 4  | Salif Coulibaly    |     |       |
| LB                   | 3  | Adama Tamboura     |     |       |
| DM                   | 17 | Mamoutou N'Diaye   |     |       |
| CM                   | 12 | Seydou Keita (csk) | 77' |       |
| CM                   | 8  | Yacouba Sylla      | 59' |       |
| RW                   | 10 | Bakary Sako        |     | 78'   |
| LW                   | 14 | Sambou Yatabaré    | 88' |       |
| CF                   | 7  | Mustapha Yatabaré  |     | 90+1' |
| Cserék:              |    |                    |     |       |
| GK                   | 1  | Germain Berthé     |     | 72'   |
| MF                   | 6  | Tongo Doumbia      |     | 78'   |
| FW                   | 20 | Modibo Maïga       |     | 90+1' |
| Szövetségi kapitány: |    |                    |     |       |
| Henryk Kasperczak    |    |                    |     |       |

| A mérkőzés játékosa: Seydou Keita (Mali) Asszisztensek: Redouane Achik (marokkói) Malik Alidu Salifu (ghánai) Negyedik játékvezető: Juste Ephrem Zio (Burkina Fasó-i) |

### Kamerun – Guinea
| 2015. január 24. 17:00 (16:00) |

| Kamerun       | 1–1               | Guinea     |
| ------------- | ----------------- | ---------- |
| Moukandjo 13' | (1–1) Jegyzőkönyv | Traoré 42' |

| Nuevo Estadio de Malabo, Malabo Nézőszám: 15 000 Játékvezető: Bamlak Tessema Wayesa (etióp) |

| Kamerun | Guinea |

| GK                   | 16 | Fabrice Ondoa            |  |     |
| RB                   | 6  | Ambroise Oyongo          |  | 62' |
| CB                   | 21 | Aurélien Chedjou         |  |     |
| CB                   | 3  | Nicolas N'Koulou         |  |     |
| LB                   | 12 | Henri Bedimo             |  |     |
| DM                   | 13 | Eric Maxim Choupo-Moting |  |     |
| CM                   | 17 | Stéphane Mbia (csk)      |  |     |
| CM                   | 4  | Raoul Loé                |  | 81' |
| RW                   | 8  | Benjamin Moukandjo       |  |     |
| LW                   | 11 | Edgar Salli              |  |     |
| CF                   | 10 | Vincent Aboubakar        |  | 77' |
| Cserék:              |    |                          |  |     |
| DF                   | 5  | Jérôme Guihoata          |  | 62' |
| FW                   | 15 | Franck Etoundi           |  | 77' |
| MF                   | 20 | Franck Kom               |  | 81' |
| Szövetségi kapitány: |    |                          |  |     |
| Volker Finke         |    |                          |  |     |

| GK                   | 1  | Naby Yattara          |     |       |
| RB                   | 20 | Baissama Sankoh       |     |       |
| CB                   | 5  | Fodé Camara           |     |       |
| CB                   | 4  | Florentin Pogba       |     | 45+3' |
| LB                   | 3  | Issiaga Sylla         |     |       |
| DM                   | 17 | Boubacar Fofana       | 32' |       |
| CM                   | 10 | Kévin Constant        |     |       |
| CM                   | 12 | Ibrahima Conté        |     |       |
| RW                   | 8  | Ibrahima Traoré (csk) |     | 90+3' |
| LW                   | 18 | Seydouba Soumah       |     | 66'   |
| CF                   | 2  | Mohamed Yattara       |     |       |
| Cserék:              |    |                       |     |       |
| DF                   | 13 | Abdoulaye Cissé       |     | 45+3' |
| MF                   | 15 | Naby Keïta            |     | 66'   |
| FW                   | 19 | François Kamano       |     | 90+3' |
| Szövetségi kapitány: |    |                       |     |       |
| Michel Dussuyer      |    |                       |     |       |

| A mérkőzés játékosa: Ibrahima Traoré (Guinea) Asszisztensek: Abdelhak Etchiali (algériai) Anouar Hmila (tunéziai) Negyedik játékvezető: Eric Otogo-Castane (gaboni) |

### Kamerun – Elefántcsontpart
| 2015. január 28. 18:00 (17:00) |

| Kamerun | 0–1               | Elefántcsontpart |
| ------- | ----------------- | ---------------- |
|         | (0–1) Jegyzőkönyv | Gradel 47'       |

| Nuevo Estadio de Malabo, Malabo Játékvezető: Eric Otogo-Castane (gaboni) |

| Kamerun | Elefántcsontpart |

| GK                   | 16 | Fabrice Ondoa            |  |     |
| RB                   | 5  | Jérôme Guihoata          |  |     |
| CB                   | 21 | Aurélien Chedjou         |  |     |
| CB                   | 3  | Nicolas N'Koulou         |  |     |
| LB                   | 12 | Henri Bedimo             |  |     |
| CM                   | 14 | Georges Mandjeck         |  |     |
| CM                   | 8  | Benjamin Moukandjo       |  | 67' |
| RW                   | 13 | Eric Maxim Choupo-Moting |  |     |
| AM                   | 17 | Stéphane Mbia (csk)      |  |     |
| LW                   | 15 | Franck Etoundi           |  | 56' |
| CF                   | 11 | Edgar Salli              |  | 46' |
| Cserék:              |    |                          |  |     |
| FW                   | 10 | Vincent Aboubakar        |  | 46' |
| FW                   | 2  | Léonard Kweuke           |  | 56' |
| MF                   | 7  | Clinton N'Jie            |  | 67' |
| Szövetségi kapitány: |    |                          |  |     |
| Volker Finke         |    |                          |  |     |

| GK                   | 16 | Sylvain Gbohouo      | 90+3' |     |
| RB                   | 17 | Serge Aurier         |       |     |
| CB                   | 21 | Eric Bertrand Bailly | 27'   | 28' |
| CB                   | 4  | Kolo Touré           |       |     |
| LB                   | 22 | Wilfried Kanon       |       |     |
| CM                   | 20 | Serey Die            |       |     |
| CM                   | 19 | Yaya Touré (csk)     | 32'   | 82' |
| RW                   | 15 | Max Gradel           |       |     |
| AM                   | 7  | Seydou Doumbia       |       | 60' |
| LW                   | 5  | Siaka Tiéné          |       |     |
| CF                   | 12 | Wilfried Bony        |       |     |
| Cserék:              |    |                      |       |     |
| DF                   | 2  | Ousmane Viera        |       | 28' |
| MF                   | 11 | Tallo Gadji          |       | 60' |
| MF                   | 6  | Cheick Doukouré      |       | 82' |
| Szövetségi kapitány: |    |                      |       |     |
| Hervé Renard         |    |                      |       |     |

| A mérkőzés játékosa: Max Gradel (Ivory Coast) Asszisztensek: Abdelhak Etchiali (algériai) Jean-Claude Birumushahu (burundi) Negyedik játékvezető: Malang Diedhiou (szenegáli) |

### Guinea – Mali
| 2015. január 28. 18:00 (17:00) |

| Guinea                  | 1–1               | Mali      |
| ----------------------- | ----------------- | --------- |
| Constant 14' (11-esből) | (1–0) Jegyzőkönyv | Maïga 47' |

| Estadio de Mongomo, Mongomo Játékvezető: Mohamed Said Kordi (tunéziai) |

| Guinea | Mali |

| GK                   | 1  | Naby Yattara          |     |     |
| RB                   | 13 | Abdoulaye Cissé       |     |     |
| CB                   | 20 | Baissama Sankoh       |     |     |
| CB                   | 5  | Fodé Camara           |     |     |
| LB                   | 3  | Issiaga Sylla         | 55' | 57' |
| DM                   | 15 | Naby Keïta            |     |     |
| CM                   | 17 | Boubacar Fofana       |     |     |
| CM                   | 10 | Kévin Constant        |     | 84' |
| RW                   | 8  | Ibrahima Traoré (csk) |     | 62' |
| LW                   | 12 | Ibrahima Conté        |     |     |
| CF                   | 2  | Mohamed Yattara       |     |     |
| Cserék:              |    |                       |     |     |
| DF                   | 23 | Djibril Tamsir Paye   |     | 57' |
| FW                   | 18 | Seydouba Soumah       |     | 62' |
| FW                   | 7  | Abdoul Camara         |     | 84' |
| Szövetségi kapitány: |    |                       |     |     |
| Michel Dussuyer      |    |                       |     |     |

| GK                   | 1  | Germain Berthé     |     |       |
| RB                   | 15 | Drissa Diakité     |     |       |
| CB                   | 23 | Molla Wagué        |     |       |
| CB                   | 4  | Salif Coulibaly    |     |       |
| LB                   | 3  | Adama Tamboura     |     |       |
| DM                   | 17 | Mamoutou N'Diaye   |     | 90+1' |
| CM                   | 8  | Yacouba Sylla      |     |       |
| CM                   | 12 | Seydou Keita (csk) |     |       |
| RW                   | 18 | Abdoulay Diaby     | 70' | 72'   |
| LW                   | 20 | Modibo Maïga       |     |       |
| CF                   | 7  | Mustapha Yatabaré  |     | 84'   |
| Cserék:              |    |                    |     |       |
| MF                   | 10 | Bakary Sako        |     | 72'   |
| MF                   | 14 | Sambou Yatabaré    |     | 84'   |
| MF                   | 21 | Abdou Traoré       |     | 90+1' |
| Szövetségi kapitány: |    |                    |     |       |
| Henryk Kasperczak    |    |                    |     |       |

| A mérkőzés játékosa: Modibo Maïga (Mali) Asszisztensek: Anouar Hmila (tunéziai) Malik Alidu Salifu (ghánai) Negyedik játékvezető: Mehd Abid Charef (algériai) |